# Listă de filme despre războiul împotriva terorismului
Aceasta este o listă de filme și seriale TV despre războiul împotriva terorismului în ordinea apariției:

## Filme artistice
- The Siege (1998) (film despre terorism)
- DC 9/11: Time of Crisis (2003) (film de televiziune)
- Operation Balikatan (2003)
- Hamburg Cell (2004) (film de televiziune)[1][2][3]
- Tiger Cruise (2004) (film de televiziune)
- Syriana (2005)
- Flight 93 (2006) (film de televiziune)
- The Path to 9/11 (2006) (film de televiziune)
- United 93 (2006)
- World Trade Center (2006)
- The Hunt for Eagle One (2006)
- The Hunt for Eagle One: Crash Point (2006)
- The Kingdom (2007)
- Rendition (2007)
- A Mighty Heart (2007)
- Four Lions (2010)
- Act of Valor (2012)
- Extremely Loud and Incredibly Close (2012)
- Lone Survivor (Supraviețuitorul) (2013)

## Seriale TV
- Sleeper Cell (2005–2006)
- E-Ring (2005–2006)
- The Unit (2006–2009)

## Filme documentare
- Fahrenheit 9/11 (2004)
- FahrenHYPE 9/11 (2004)